# Wino lodowe

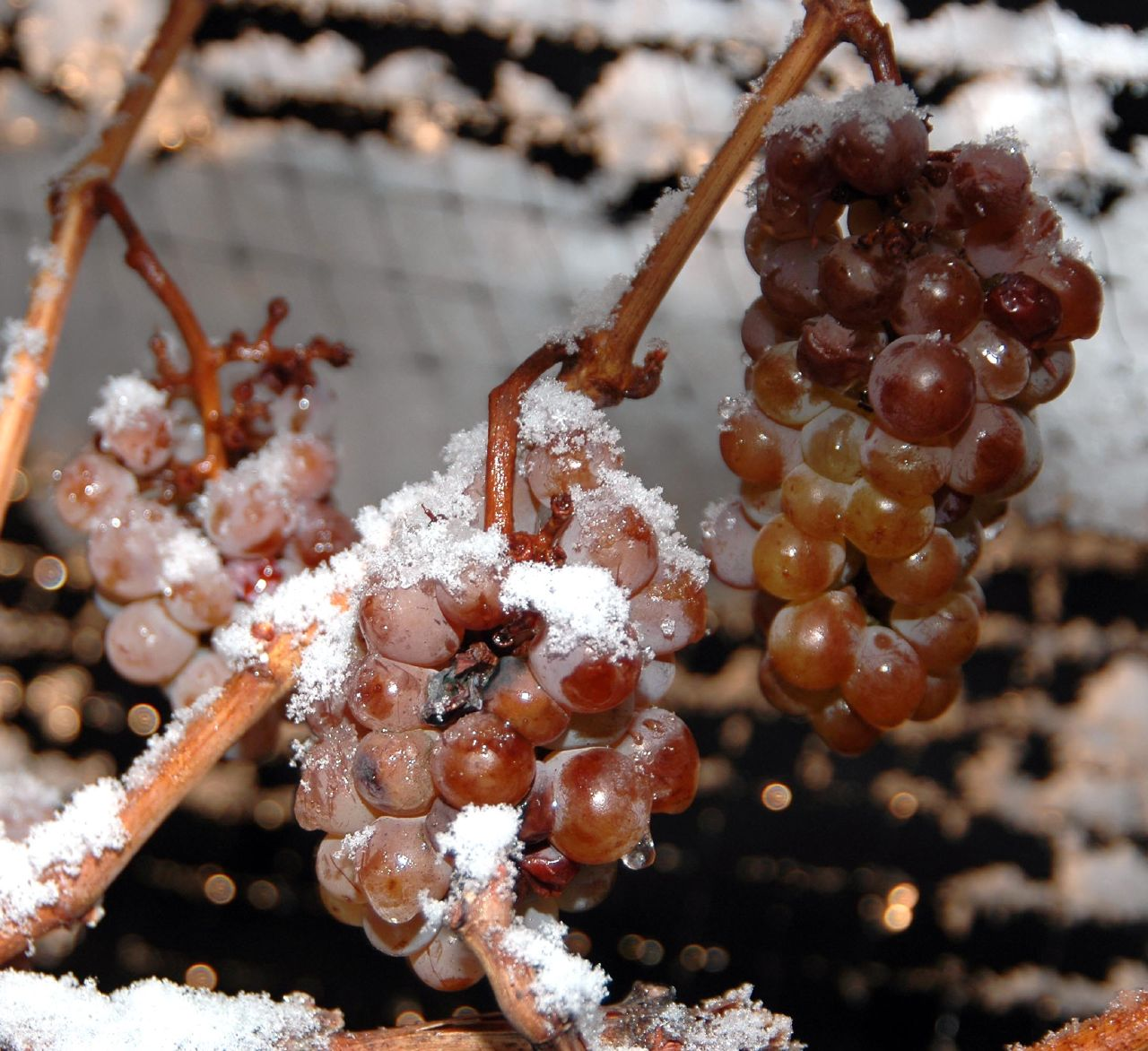
Zmrożone winogrona z półwyspu Niagara w Kanadzie)

Wino lodowe – rzadko spotykane słodkie i ekstraktywne wino, produkowane z zamarzniętych (na krzewie) winogron, które następnie są wyciskane przed rozmarznięciem. Często na wino lodowe są przerabiane winogrona, które były pozostawione na krzewie w celu nabrania szlachetnego wariantu pleśni Botrytis cinerea, ale nie zostały nią porażone.
Największym producentem win lodowych jest Kanada, ale dłuższą tradycję ich wytwarzania mają Niemcy, skąd pomysł dotarł do Nowego Świata. Najbardziej znane określenia pochodzą z języków tych właśnie krajów. W Niemczech i Kanadzie grona przeznaczone na Eiswein czy ice wine są zbierane w grudniu i styczniu. Dużą popularnością cieszy się odmiana riesling. W przypadku zbiorów w styczniu wyprodukowane wina są datowane w taki sposób, jakby powstały jesienią. W krajach leżących na półkuli południowej surowiec zbiera się w okresie między lutym a czerwcem. 
Według niemieckich przepisów winiarskich wina lodowe można produkować tylko z gron, które nadają się do produkcji wina Beerenauslese. Zdolność leżakowania może sięgać 50 lat. W poszczególnych niemieckich regionach winiarskich odsetek win kategorii Eiswein mieści się w zakresie 0-2% produkcji.

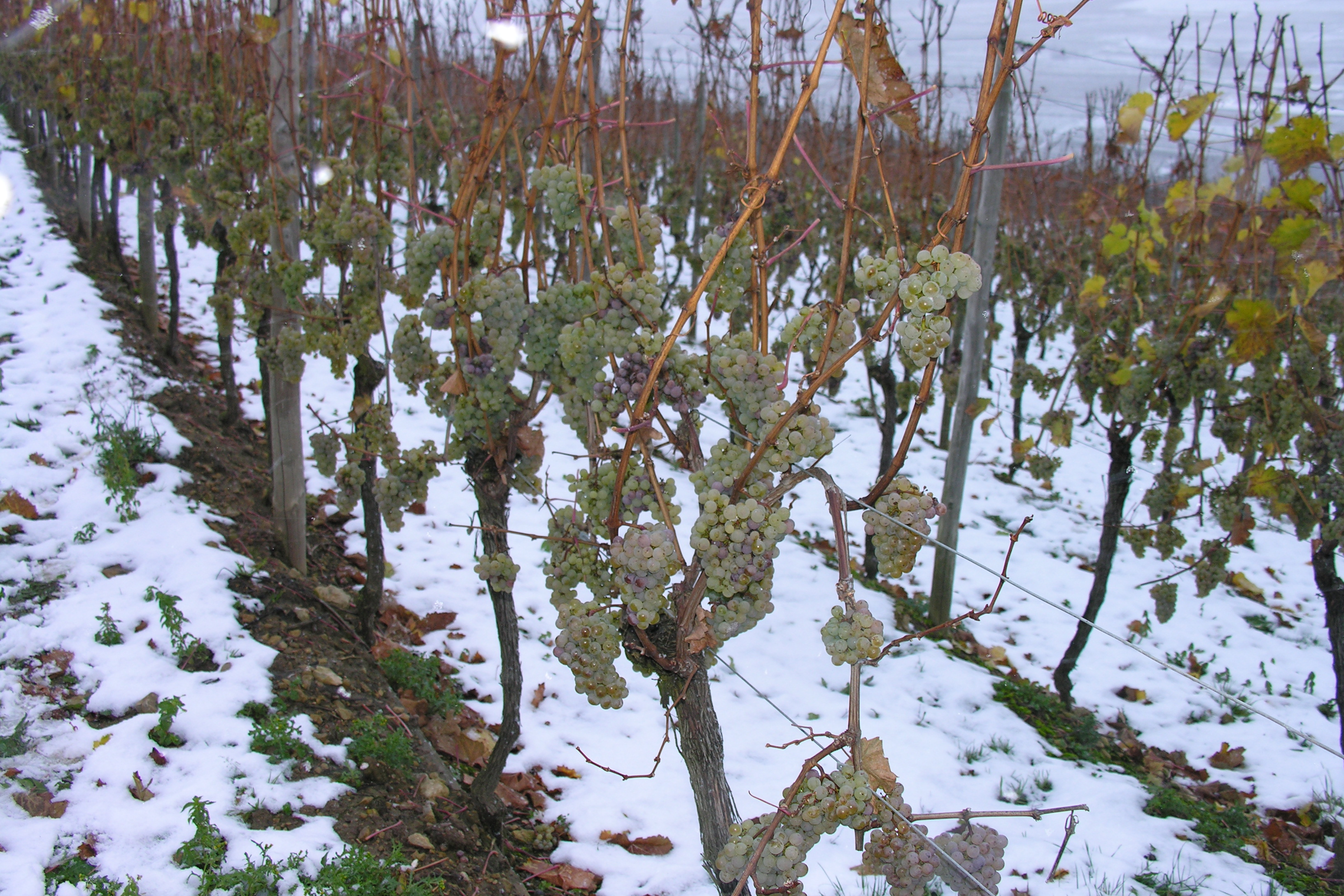
Krzewy przeznaczone na vin de glace w Luksemburgu

W różnych krajach wina oznaczane są odmiennymi nazwami, zawsze jednak nazwa odpowiada tłumaczeniu wyrażenia "wino lodowe", np. niem. Eiswein lub ang. ice wine. Prócz Kanady (z silną pozycją międzygatunkowej krzyżówki, szczepu vidal blanc) i Niemiec, wina tego rodzaju produkuje się m.in. w Austrii, Szwajcarii (vin de glacier, vin du Glacier), Luksemburgu (vin de glace albo äiswäin), Francji (vin de glace), na Węgrzech (jégbor), w Czechach (ledové víno), Stanach Zjednoczonych (zwłaszcza z rieslinga, także na Wschodnim Wybrzeżu), a także w Polsce.
Dłużej pozostawione na krzakach grona zabezpiecza się przed ptakami np. siatką.
Wśród nut smakowych win lodowych wyróżnia się przede wszystkim słodkie aromaty miodu, równoważone wysokim poziomem kwasowości, a także zapachy i smaki kojarzone z brzoskwiniami, różami, pigwą i owocami egzotycznymi. W przypadku wina lodowego cechy poszczególnych szczepów winorośli tracą na znaczeniu.